# Połtina (1842–1854) MW

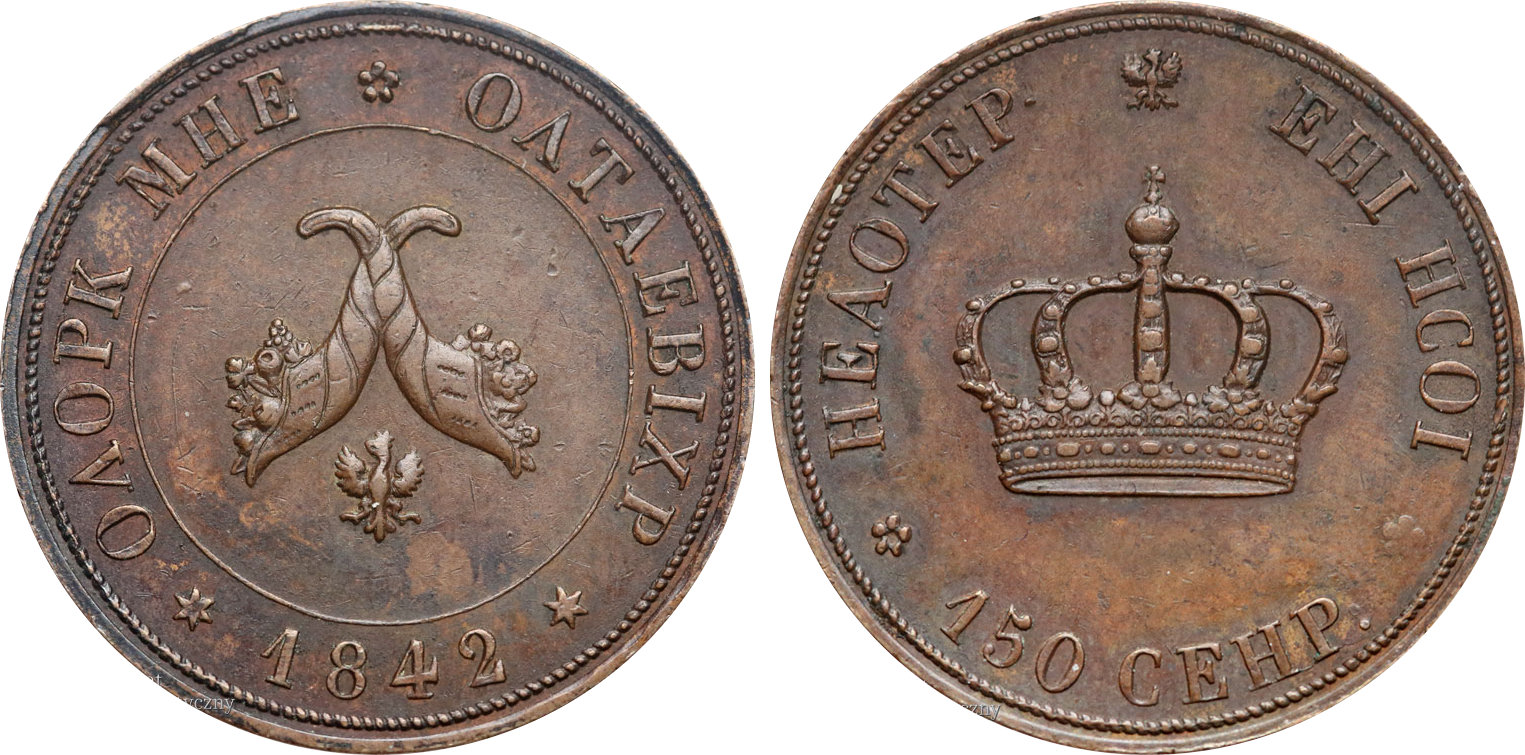
Próbna połtina warszawska z 1842 r. (R6)

Połtina (1842–1854) MW – moneta o wartości pięćdziesięciu kopiejek, bita  na podstawie ukazu carskiego unifikującego z dniem 1 stycznia 1842 r. systemy monetarne Królestwa Kongresowego i Imperium Rosyjskiego. Monetę bito w mennicy w Warszawie, w srebrze, w latach 1842–1847 oraz w 1854 r., według rosyjskiego systemu wagowego – zołotnikowego, opartego na funcie rosyjskim.

## Awers
Na tej stronie umieszczono orła cesarstwa rosyjskiego – dwugłowy orzeł z trzema koronami, w prawej łapie trzyma miecz i berło, w lewej jabłko królewskie, na piersi tarcza herbowa ze Św. Jerzym na koniu powalającym smoka, wokół tarczy łańcuch z krzyżem Św. Andrzeja, na skrzydłach orła sześć tarcz z herbami – z lewej strony Kazania, Astrachania, Syberii, z prawej strony Królestwa Polskiego, Krymu i Wielkiego Księstwa Finlandii. Na dole, po obu stronach ogona orła, znajduje się znak mennicy w Warszawie – litery M.W. Otokowo umieszczono napis:

ЧИСТАВО СЕРЕБРА 2 ЗОЛОТНИКА 10½ ДОЛЕЙ

a dookoła otok z perełek. Istnieją trzy rysunki ogona orła: prosty (1842, 1843, 1844), wachlarzowaty (1843, 1844, 1845, 1846, 1847) oraz nowy (1854).

## Rewers
Na tej stronie w wieńcach laurowym (z lewej) i dębowym (z prawej) przewiązanych wstążką u dołu, umieszczono pod koroną napis „МОНЕТА”, pod nim „ПОЛТИНА”, poniżej rok 1842, 1843, 1844, 1845, 1846, 1847 lub 1854, a dookoła otok z perełek. Korona może być duża (1842, 1843, 1847) lub mała (1843, 1844, 1845, 1846, 1847).

## Rant
Na rancie umieszczono wklęsły napis:

СЕР•83⅓ ПРОБЫ 2 ЗОЛ•427/25 ДОЛ•

## Opis
Monetę bito w mennicy w Warszawie, w srebrze próby 868, na krążku o średnicy 28,8 mm, masie 10,48 grama. Według sprawozdań mennicy w latach 1842–1854 w obieg wypuszczono 1 717 678 monet.
Stopień rzadkości poszczególnych roczników przedstawiono w tabeli:
| Rocznik           | Wersja ogona  | Stopień rzadkości | Szacowana liczba egzemplarzy | Uwagi                                     | Zdjęcie |
| ----------------- | ------------- | ----------------- | ---------------------------- | ----------------------------------------- | ------- |
| połtina 1842 M.W. | prosty        | R2                | 3001–15 000                  | duża korona i wstążka na rewersie         |         |
| połtina 1843 M.W. | prosty        | R3                | 601–3001                     | duża korona i wstążka na rewersie (R6)    |         |
| połtina 1843 M.W. | prosty        | R3                | 601–3001                     | mała korona i wstążka na rewersie (R6/R5) |         |
| połtina 1843 M.W. | wachlarzowaty | R                 | 80 000–400 000               | duża korona i wstążka na rewersie (R6)    |         |
| połtina 1843 M.W. | wachlarzowaty | R                 | 80 000–400 000               | mała korona i wstążka na rewersie (R5)    |         |
| połtina 1844 M.W. | prosty        | R                 | 80 000–400 000               | mała i wstążka korona na rewersie         |         |
| połtina 1844 M.W. | wachlarzowaty | R                 | 80 000–400 000               | mała korona i wstążka na rewersie         |         |
| połtina 1845 M.W. | wachlarzowaty | R1                | 15 001–80 000                | mała korona i wstążka na rewersie         |         |
| połtina 1846 M.W. | wachlarzowaty | R1                | 15 001–80 000                | mała korona i wstążka na rewersie         |         |
| połtina 1847 M.W. | wachlarzowaty | R1                | 15 001–80 000                | duża korona i wstążka na rewersie (R6/R5) |         |
| połtina 1847 M.W. | wachlarzowaty | R1                | 15 001–80 000                | mała korona i wstążka na rewersie         |         |
| połtina 1854 M.W. | inny          | R2                | 3001–15 000                  |                                           |         |

W numizmatyce rosyjskiej moneta zaliczana jest do kategorii monet cara Mikołaja I.
Moneta o tym samym nominale i takich samych rysunkach rewersu i awersu, poza Warszawą, była bita jeszcze w jednej mennicy:
| Nominał | Lata                 | Znak mennicy | Mennica    |
| ------- | -------------------- | ------------ | ---------- |
| połtina | 1847–1853, 1853–1855 | С.П.Б.       | Petersburg |
| połtina | 1842–1847,1854       | M.W.         | Warszawa   |